# Belagerung der Festung Rastatt

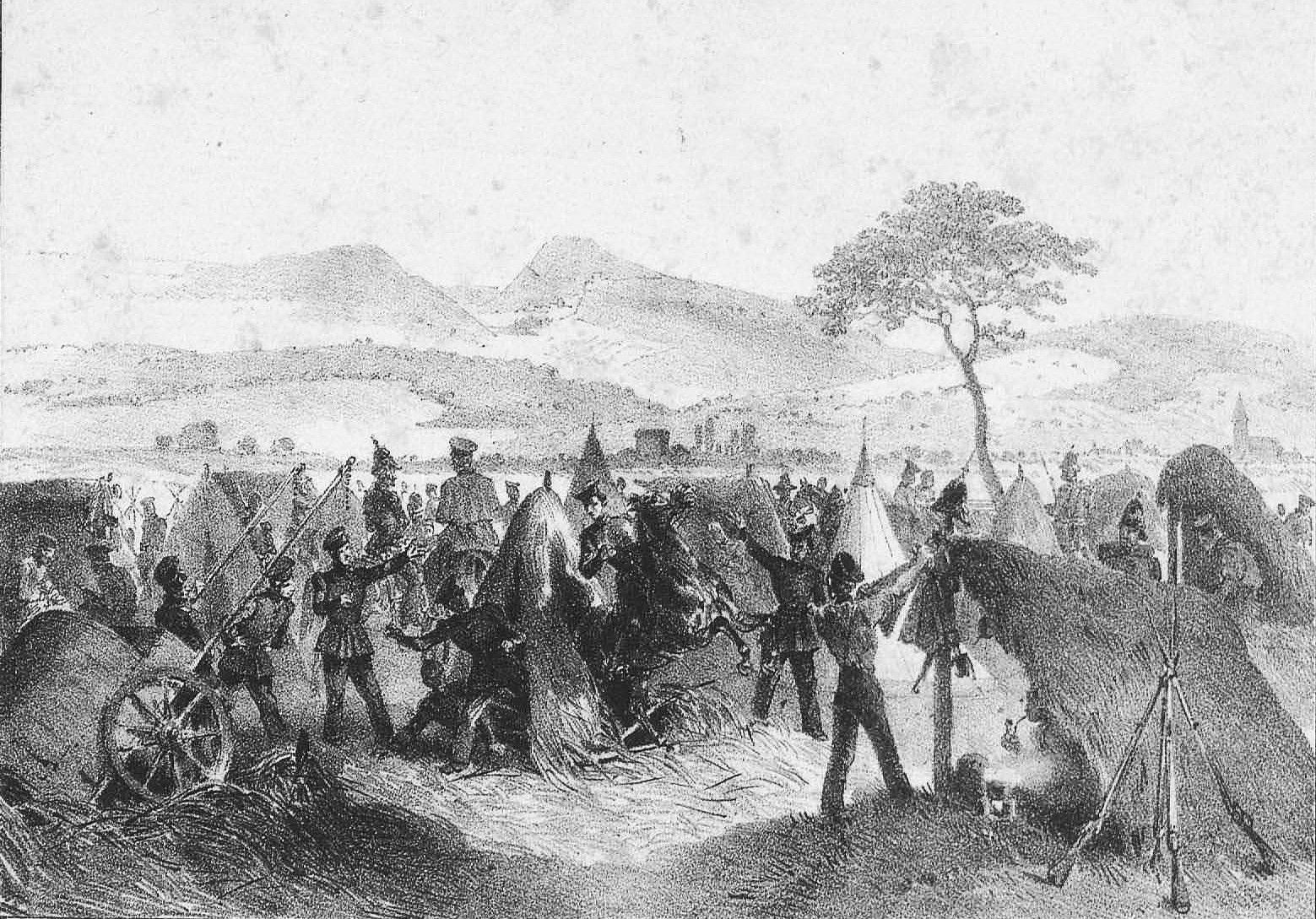
Preußisches Feldlager vor Rastatt.

Die Belagerung der Festung Rastatt im Juli 1849 war eine unmittelbare Folge der Gefechte an der Murglinie vom 28. bis 30. Juni und stellte den Schlusspunkt der militärischen Niederschlagung der Deutschen Revolution 1848/49 durch preußische Truppenkontingente und militärische Verbände der Frankfurter Provisorischen Zentralgewalt dar. Am 23. Juli 1849 kapitulierten die Revolutionäre und übergaben die Festung auf „Gnade und Ungnade“ den Belagerern.

## Politische und militärische Vorgeschichte
Nach einem Militär- und Volksaufstand am 12. Mai 1849 übernahm im Großherzogtum Baden eine provisorische Revolutionsregierung die Amtsgeschäfte. Auch in der zum Königreich Bayern gehörenden benachbarten Rheinpfalz führten Aufstände am 17. Mai zur Bildung einer provisorischen revolutionären Regierung. Erklärtes Ziel der revolutionären Umstürze war es, im Rahmen der Reichsverfassungskampagne die von der Frankfurter Nationalversammlung verabschiedete demokratische und liberale Reichsverfassung in allen deutschen Staaten durchzusetzen.
Der aus Baden geflohene Großherzog und der bayerische König ersuchten bei der Provisorischen Zentralgewalt in Frankfurt und beim König von Preußen um militärische Unterstützung zur Niederschlagung der revolutionären Bewegungen in Südwestdeutschland. Zu diesem Zweck stellte Preußen zwei Armeekorps zusammen, die unter dem Oberbefehl des Prinzen von Preußen von den Generalleutnants Moritz von Hirschfeld (1. Korps) und Karl von der Groeben (2. Korps) geführt wurden. Ein weiteres Interventionskorps aus Reichstruppen in der Verfügung der Frankfurter Provisorischen Zentralgewalt, das Neckarkorps, stand unter dem Kommando des preußischen Generalleutnants Eduard von Peucker.
Angesichts der aufziehenden gemeinsamen Bedrohung, und um die Reichsverfassungskampagne militärisch zu unterstützen, schlossen das revolutionäre Baden und die Rheinpfalz ein Militärbündnis. In Baden konnte die Revolutionsregierung schließlich den polnischen General Ludwik Mieroslawski gewinnen, eine Revolutionsarmee anzuführen, die aus regulären badischen Armeekontingenten, Volkswehrbataillonen aus eilig einberufenen Wehrpflichtigen und revolutionären Freischaren aus aller Herren Länder zusammengestellt wurde. In der Pfalz wurde überwiegend aus einberufenen Volkswehrmännern und Freischaren eine revolutionäre Streitmacht formiert.
Nach der Niederschlagung der Aufstände in der Rheinpfalz überquerten am 20. Juni preußische Interventionstruppen bei Germersheim den Rhein und drangen in Baden ein. Am 21. Juni kam es bei Waghäusel zu einem schweren Gefecht, das die preußischen Truppen für sich entscheiden konnten. Um mit seinen am Neckar stehenden Hauptkontingenten nicht in Nordbaden abgeschnitten zu werden, musste Mieroslawski in einer atemlosen Flucht seine Verbände über Heidelberg, Sinsheim und Bretten nach Süden zurückziehen. Die Landeshauptstadt Karlsruhe wurde nach einem Rückzugsgefecht bei Durlach am 25. Juni geräumt. Erst weiter südlich bot sich die Murg mit der Festung Rastatt als Auffanglinie für die aus Nordbaden zurückweichenden Revolutionstruppen an.
Nordbaden wurde innerhalb weniger Tage von den alliierten Interventionstruppen besetzt. Ein weiteres Vordringen der Angreifer in südlichere Landesteile sollte unter allen Umständen verhindert werden.
Am 26. Juni sammelte General Mieroslawski die Reste der durch Gefechtsverluste und Desertionen stark dezimierten badisch-pfälzischen Revolutionsarmee bei Rastatt. Hier, am Unterlauf der Murg, der engsten Stelle Badens und im Schutz der stark bewaffneten Bundesfestung wurde eilig eine Verteidigungsstellung, die sogenannte Murglinie, errichtet. Sie reichte von der Murgmündung bei Steinmauern über Rastatt bis Gernsbach im Murgtal und sollte den Vormarsch der Interventionstruppen aufhalten.
Vom 28. bis 30. Juni führten die Revolutionstruppen an der Murglinie eine Reihe von erbitterten Abwehrgefechten. Die Stellungen an der Murg konnten allerdings der überwältigenden Übermacht der alliierten Interventionskorps nicht standhalten. Am 29. und 30. Juni gelang es den Angreifern, die Murglinie an der rechten Flanke zu durchbrechen. Preußische Truppen konnten über Sandweier und Iffezheim die Festung Rastatt umfassen. Einem Teil der revolutionären Verbände war damit der Rückzug nach Süden nicht mehr möglich. Sie suchten Zuflucht hinter den vermeintlich sicheren Wällen der Festung. Am Abend des 30. Juni waren etwa 6.500 Freiheitskämpfer in der Festungsstadt eingeschlossen.
Unterdessen setzten sich die Reste der geschlagenen Revolutionsarmee fluchtartig und ungeordnet in den Süden des Landes ab. Die Truppen des 1. preußischen Korps und das Neckarkorps folgten ihnen nach und konnten in den folgenden beiden Wochen die südlichen Landesteile Badens kampflos besetzen. Die letzten Truppenteile der Freiheitsarmee zogen sich Mitte Juli in die Schweiz zurück, wo man ihnen Exil gewährte.
Siehe auch: Gefechte an der Murglinie; Rückzug der badischen Revolutionsarmee in die Schweiz

## Besatzung, Bewaffnung und militärische Führung der belagerten Festung

### Truppenkontingente
Die in der Festung eingeschlossenen revolutionären Kampfverbände setzten sich im Wesentlichen wie folgt zusammen:
Militärische Verbände und Truppenteile:
- das 3. Badische Infanterieregiment
- ein Bataillon des 1. Badischen Infanterieregiments sowie kleinere Truppenteile weiterer badischer Regimenter
- eine Abteilung badischer Dragoner
- Teile der rheinbayerischen Artillerie und Kavallerie

Volkswehren:
- die Freiburger Volkswehr
- die Durlacher Volkswehr
- die Bruchsaler Volkswehr
- die Rotenfelser Volkswehr
- Teile der Mannheimer und Heidelberger Volkswehren
- Teile verschiedener pfälzischer Volkswehren

Freischaren:
- die Deutsche Flüchtlingslegion
- die Deutsch-Ungarische Legion
- Teile der Deutsch-Polnischen und der Schwäbischen Legion
- die pfälzische Legion Robert Blum

Zu Beginn der Belagerung befanden sich insgesamt etwa 6.500 Kämpfer bzw. Soldaten und 180 Offiziere in der Festung. Hinzu kamen die bewaffnete Rastatter Bürgerwehr und ein Großteil der Einwohner von Rastatt, mehrere tausend Menschen.

### Bewaffnung und Ausstattung
In der Festung befanden sich 16 Feldgeschütze sowie 550, größtenteils auf den Wallanlagen montierte Festungsgeschütze, die allerdings nicht alle einsatzbereit waren. Pulver- und Bleivorräte zur Herstellung von Munition sowie Lebensmittel für eine längere Belagerung von ca. drei Monaten, waren ausreichend vorhanden. Auch Wein habe es im Überfluss gegeben, nur an Bier und Salz hätte es gemangelt.

### Festungsgouverneur

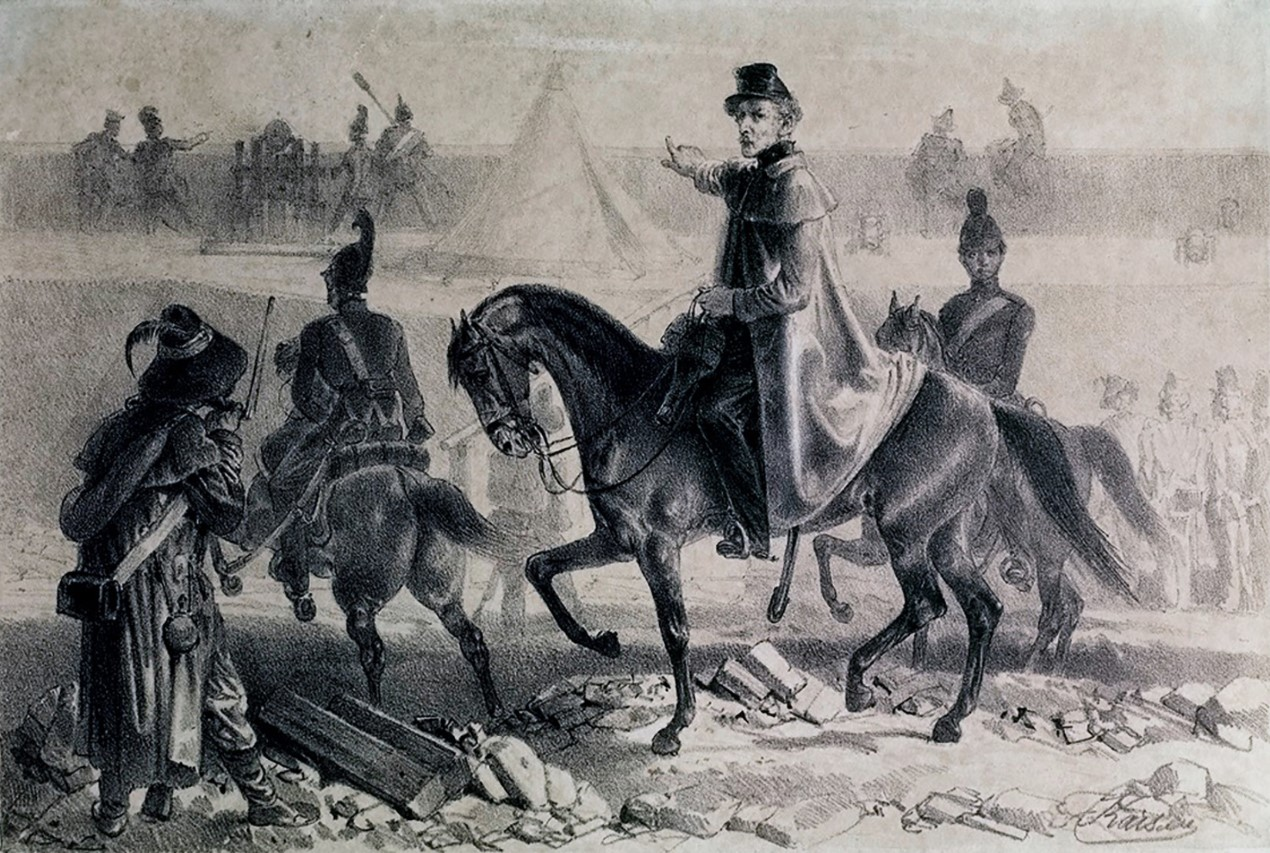
Gouverneur Tiedemann gibt Anweisungen zum Ausbau der Festungsverteidigung.

Ein aus allen Offizieren der Festung bestehender Kriegsrat bestätigte am 4. Juli Oberst Gustav Tiedemann als Gouverneur und damit als obersten Befehlshaber der Bundesfestung. Tiedemann war zunächst Berufsoffizier in der badischen Armee und leitete dann eine Kriegsschule in Griechenland. Sein jüngerer Bruder war mit einer Schwester von Friedrich Hecker verheiratet, wodurch er mit radikal-demokratischen Kreisen in Berührung kam. Von seiner Truppe verlangte der radikale Republikaner bedingungslosen Einsatz, der auch für ihn selbstverständlich war. So habe er am 8. Juli die Volkswehren zum Angriff auf Niederbühl gezwungen, indem er mit den Festungsgeschützen im Rücken drohte. Er selbst hätte sich dabei unerschrocken dem feindlichen Feuer ausgesetzt und wurde noch am gleichen Abend bei einem Rückzugsgefecht am Karlsruher Tor an der Schulter verletzt.

### Stadtkommandant
Ernst von Biedenfeld wurde zum Stadtkommandanten ernannt. Als solcher war er Tiedemann unmittelbar untergeordnet, erhielt von ihm die Tagesbefehle und war für die Einhaltung der angeordneten Befehle und Dienste in der Festung verantwortlich. Außerdem erhielt er das Kommando über die badische Linieninfanterie in der Festung. Auch von Biedenfeld war zunächst Berufsoffizier in Baden. 1843 wurde er nach Kontroversen mit seinen Vorgesetzten in den Ruhestand versetzt. Die Revolutionsregierung beförderte ihn zum Oberst. Sein früheres Regiment, das 3. Badische Linieninfanterieregiment, wählte ihn nach dem Aufstand im Mai zum Regimentskommandeur. Von Biedenfeld nahm an den Gefechten bei Wiesental, Ubstadt und Bruchsal teil. Im Gegensatz zu Tiedemann war er recht früh der Ansicht, dass eine Kapitulation der Festung unausweichlich wäre.

### Festungsartillerie und Festungswerke
Konrad Heilig wurde zum Kommandanten der Festungsartillerie und des Fort C (Friedrichsfeste) ernannt. Heilig war 1849 als Unteroffizier der badischen Artillerie in Rastatt stationiert. Er machte sich während des Rastatter Soldatenaufstands im Mai einen Namen. Als der badische Kriegsminister General Hoffmann befahl, Geschütze gegen die meuternden Soldaten in Stellung zu bringen, stellte sich Konrad Heilig vor die Mündung einer Kanone und beschwor seine Kameraden mit Erfolg, nicht auf ihresgleichen zu schießen. Karl Jakobi aus Mannheim wurde zum Kommandanten von Fort A (Leopoldsfeste) und der vom 2. Bayerischen Artillerieregiment desertierte Offiziersanwärter Heinrich Jakob von Fach zum Befehlshaber von Fort B (Ludwigsfeste) ernannt.

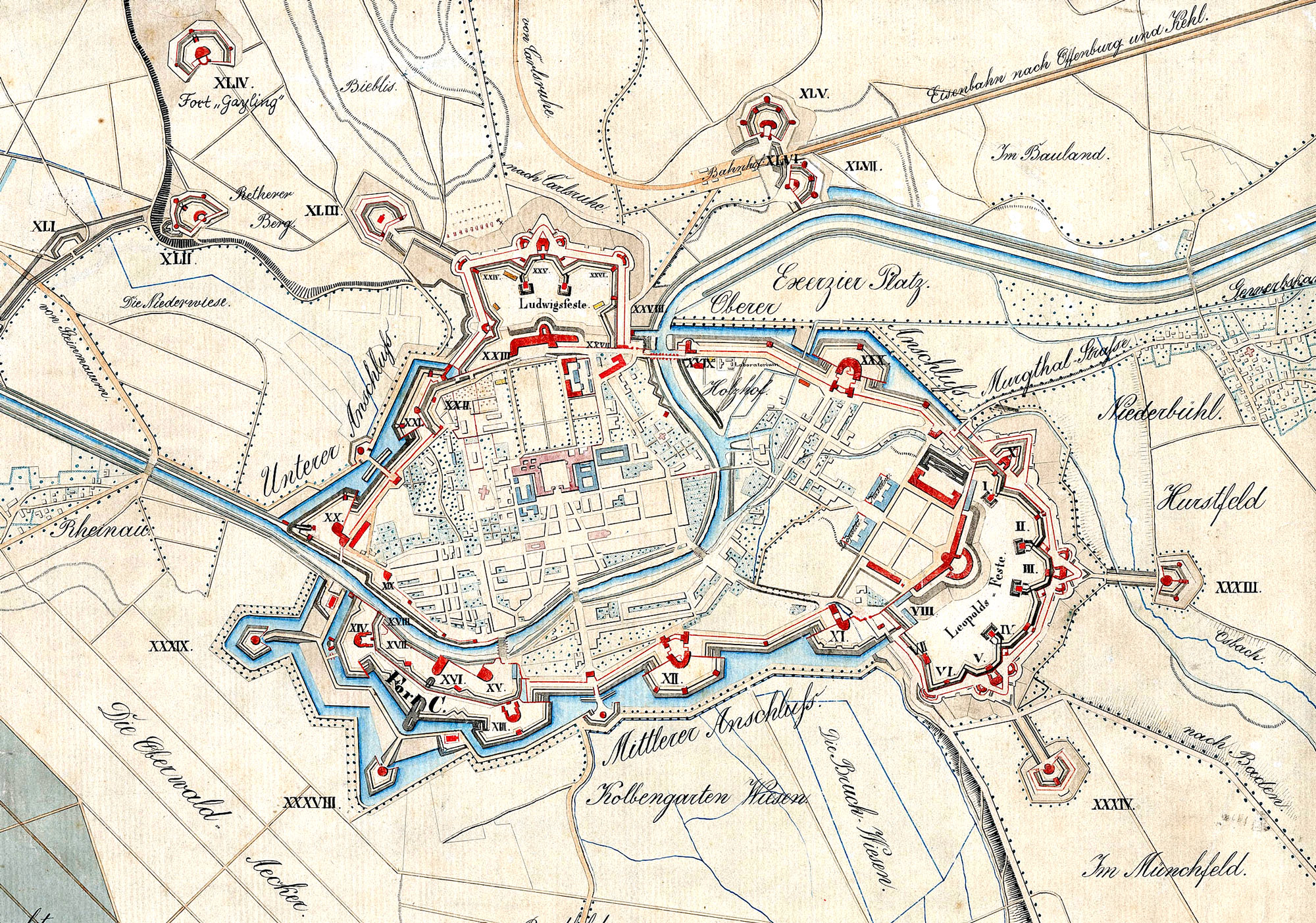
Planskizze der Bundesfestung Rastatt aus dem Jahr 1857. Der Ausbau der Stadt Rastatt zu einer Festungsanlage des Deutschen Bundes begann im Jahr 1842. Die Festung wurde nach dem Polygonalsystem in "neupreußischer Festungsmanier" angelegt, wobei die Anlage unter Verzicht auf einen streng geometrischen Grundriss an das natürliche Gelände angepasst wurde. Die Hauptfestung umschloss den Stadtkern und bestand im Wesentlichen aus drei Forts, die durch gegliederte und gestaffelte Wehranlagen miteinander verbunden waren. Die nach badischen Großherzögen benannten Forts waren in sich abgeschlossene Einheiten, die unabhängig voneinander verteidigt werden konnten. Im Südosten von Rastatt das Fort A, die Leopoldsfeste, im Norden Fort B, die Ludwigsfeste, und nach Südwesten weisend das Fort C, die Friedrichsfeste. Die Befestigungsanlagen zwischen den Forts wurden als oberer, mittlerer und unterer Anschluss bezeichnet. Um die Hauptfestung waren Festungsgräben angelegt, die durch Schleusen mit dem Wasser der Murg geflutet werden konnten. Zur Stadt hin war die Festung durch bis zu 6 m hohe und 1,30 m dicke Mauern mit Schießscharten abgeschlossen. Die Gesamtanlage umfasste außerdem 30 Festungswerke innerhalb des Festungskerns sowie 17 Werke, die der Hauptfestung vorgelagert waren. Die insgesamt 47 Werke waren mit römischen Ziffern bezeichnet. Zum Zeitpunkt der Belagerung war der Ausbau der Festung sehr weitgehend, aber noch nicht vollständig abgeschlossen. So waren die Außenwerke, abgesehen von einigen Lünetten, im Sommer 1849 noch nicht vorhanden. Siehe auch: Festung Rastatt

### Volkswehren und Freischaren
Georg Böhning erhielt die Befehlsgewalt über die Volkswehren und Freischaren, die schließlich neu formiert und zu Bataillonen mit je 480 Mann umgruppiert wurden. Böhning war schon früh als demokratischer Agitator tätig und war am Frankfurter Wachensturm und am Hambacher Fest beteiligt. In Wiesbaden gehörte er später zu den Mitbegründern der Republikanischen Gesellschaft und des Arbeitervereins. Nach den Juli-Unruhen des Jahres 1848, als ein Teil der Wiesbadener Bevölkerung versuchte, inhaftierte Artilleriesoldaten zu befreien und die Stadt anschließend von Bundestruppen besetzt wurde, flüchtete Böhning in die Schweiz. Er wurde Kommandant der Deutschen Flüchtlingslegion, die er zuletzt während der Gefechte an der Murglinie führte.

### Chef des Generalstabs

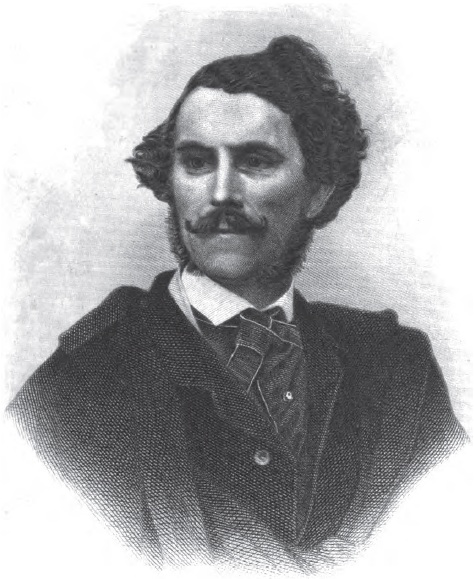
Otto von Corvin (1812–1886)

Otto von Corvin wurde als schillernde Persönlichkeit beschrieben. Bis 1835 war Corvin Leutnant in der preußischen Armee. 1848 schloss sich der Journalist und Schriftsteller der in Paris von deutschen Emigranten aufgestellten „Deutschen Demokratischen Legion“ an, um als Freischärler unter Herweghs Führung im April 1848 den Heckerzug unterstützen. Die Legion wurde im Gefecht bei Dossenbach vernichtend geschlagen. Corvin entkam und nahm im Juni 1849 als Oberstleutnant der Revolutionsarmee an der Reichsverfassungskampagne in Nordbaden teil.
Als Chef des Generalstabs der Festung erhielt Corvin maßgebliche Befugnisse, um als Unterhändler mit dem preußischen Generalstab zu verhandeln. Die heftig umstrittene Entscheidung des Kriegsrats für die Kapitulation und Übergabe der Festung am 23. Juli beruhte sehr weitgehend auf seinem Einfluss. Nach der Kapitulation wurde Corvin von einem preußischen Standgericht wegen Hochverrats zum Tode verurteilt. Ein erfolgreiches Gnadengesuch führte zur Umwandlung des Todesurteils in eine Haftstrafe. Wegen seiner Rolle als ausschlaggebender Befürworter der Kapitulation wurde er in den folgenden Jahren von seinen früheren radikal-republikanischen Mitstreitern heftig angefeindet.

## Belagerungstaktik der preußischen Truppen
Die Belagerung der Festung wurde dem 2. preußischen Armeekorps unter General Karl von der Groeben übertragen. Neben der Belagerung Rastatts hatte das Korps auch Besatzungsaufgaben in Nordbaden. Die Stärke der Verbände um Rastatt wird mit etwa 12.500 Soldaten und ca. 30 Feldgeschützen angegeben. Das Hauptquartier der preußischen Truppen befand sich im Schloss Favorite bei Kuppenheim. Die für eine Belagerung erforderliche schwere Artillerie musste erst herbeigeschafft werden. Da man angesichts der militärischen Gesamtlage mit einer baldigen Kapitulation der Festungsbesatzung rechnete, wurde auf eine „förmliche und energische Belagerung“ verzichtet. Stattdessen setzte das preußische Oberkommando auf eine hinhaltende Zernierung der Festung mit einem lockeren Belagerungsring in einiger Entfernung von den Stadtbefestigungen. Damit sollten sowohl die Ressourcen der preußischen Truppen als auch die neuerrichteten Festungsanlagen, die als Bundesfestung von Preußen schließlich mitfinanziert wurden, geschont werden. Zum Schutz der Befestigungsanlagen und des Schlosses sollte außerdem ausschließlich das Stadtgebiet gezielt unter Artilleriebeschuss genommen werden.
Der preußische Generalstab ließ den Unterhändler der Revolutionstruppen, Otto von Corvin, in Rastatt mitteilen, „dass man gar keine große Eile habe, die Festung zu nehmen, dass man Baden doch besetzt halten müsse, und dass es nicht darauf ankomme, ob man Truppen um Rastatt konzentriere oder nicht, wir warten ruhig ab, bis sie ihre Vorräte aufgezehrt haben.“

## Zeitlicher Ablauf der wichtigsten Ereignisse während der Belagerung

### Erste Übergabeaufforderung am 2. Juli

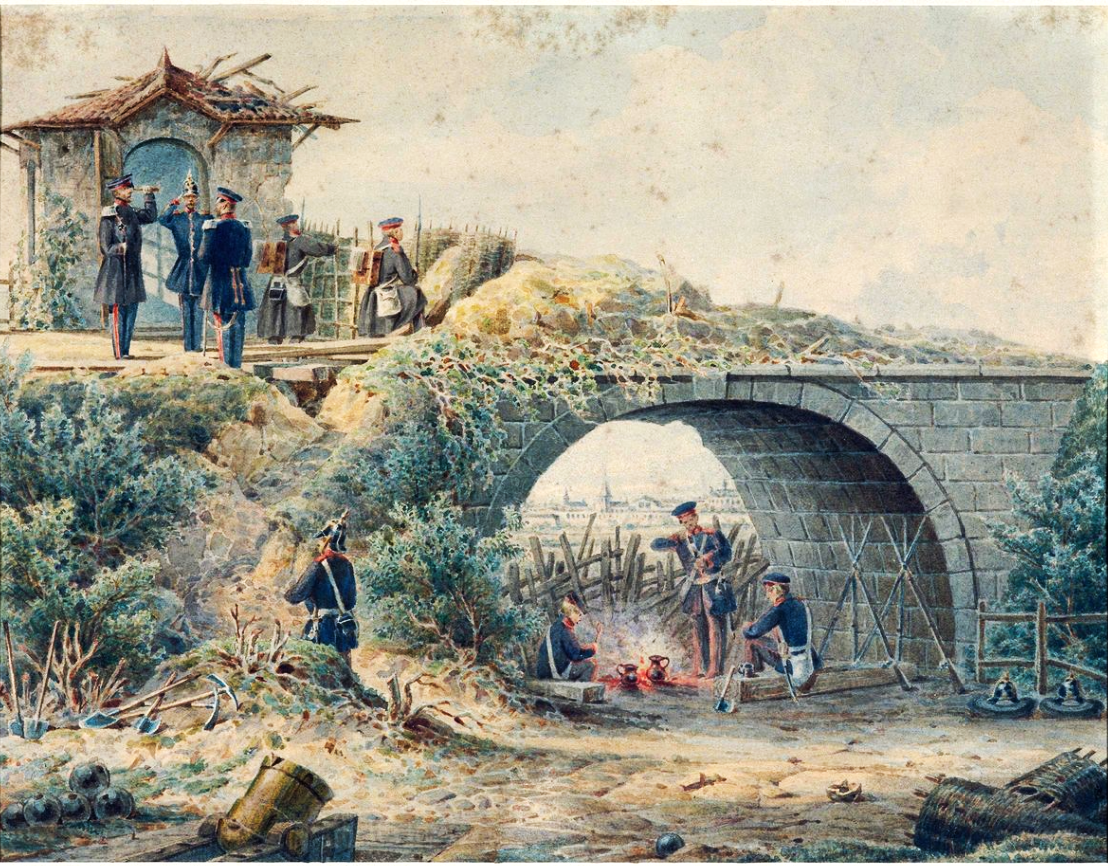
Der Oberbefehlshaber der preußischen Interventionstruppen in Baden, Wilhelm Prinz von Preußen, auf Beobachtungsposten an einem Bahnwärterhäuschen vor Rastatt im Juli 1849.

Schon am 2. Juli forderte General von der Groeben die militärische Führung der Festung zur Kapitulation auf. Tiedemann wies die Übergabeaufforderung umgehend mit dem Hinweis auf die intakten und verteidigungsbereiten Festungsanlagen zurück und bat lediglich darum, die durch weiße Tücher gekennzeichneten Festungsspitäler zu schonen und die Gefangenen menschlich zu behandeln. Die Stimmung in der belagerten Stadt wird zu diesem Zeitpunkt als hoffnungsvoll und kampfbereit beschrieben. Da man von zuverlässigen Informationen weitgehend abgeschnitten war, herrschte verbreitet die Auffassung, dass sich die von der Murglinie zurückgezogenen Revolutionstruppen an der Kinzig bei Offenburg oder im Schwarzwald sammeln und neu formieren würden. Man erwartete, dass die neu aufgestellte Revolutionsarmee in Kürze zurückkehren und den preußischen Belagerungsring aufbrechen würde. Auch aus der Schweiz, aus Frankreich und selbst aus Ungarn erhoffte man sich Unterstützung.
Am 5. Juli kam aus Freiburg die Nachricht, dass die letzten revolutionären Verbände dort die Stadt in Kürze kampflos den Interventionstruppen übergeben würden. Von der Groeben ließ daraufhin diese Bekanntmachung und seine Übergabeaufforderung vom 2. Juli in unzähligen Exemplaren als Flaschenpost verpacken und über die Murg in die Stadt treiben.

### Ausfallgefecht von Rheinau am 6. Juli
Preußische Soldaten hatten bei Rheinau weidendes Nutzvieh nach Plittersdorf weggetrieben, um es der Besatzung von Rastatt zu entziehen. Um die Tiere zurückzuerobern und zusätzlichen Proviant in die Festung zu schaffen, beschlossen einige Freischaren einen Ausfall gegen Rheinau und Plittersdorf. Die militärische Führung der Festung unterstützte schließlich diese Initiative und entsandte weitere Truppen und Geschütze. In mehreren Angriffswellen griffen Revolutionssoldaten preußische Einheiten an. Das Ziel des Angriffs konnte weitgehend erreicht werden. In Rheinau requirierten die Freiheitskämpfer unter großem Jubel 16 Wagenladungen Lebens- und Futtermittel. Nach heftiger preußischer Gegenwehr zogen sich die Angreifer, froh über den geglückten Ausfall mit "Musik und Trommelschlag", am Abend wieder in die Festung zurück. Die Preußen zählten acht verwundete und zwei getötete Soldaten.

### Beschießung von Rastatt am 7. und 8. Juli
Nachdem das preußische Oberkommando ausreichend schwere Belagerungsgeschütze heranschaffen konnte, wurde ab dem 7. Juli das Stadtgebiet gezielt mit Splittergranaten und Brandbomben beschossen. Dabei gerieten am 7. Juli in den frühen Morgenstunden mehrere Wohnhäuser in der Kapellenstraße in Brand. Sechs Zivilisten kamen zu Tode, bevor die Bevölkerung in den bombensicheren Kasematten der Festung Zuflucht finden konnte. Auch in den frühen Morgenstunden des 8. Juli wurde die Stadt von drei Batterien am Iffezheimer Wald, dem Röttererberg und vom Rauentaler Wald aus unter starken Beschuss genommen. Die Festungskanoniere erwiderten den Artillerieangriff mit heftigem Abwehrfeuer. Sechs gezielte Schüsse aus der Leopoldsfeste trafen die Geschützstellung am Wald bei Iffezheim, wobei zwei preußische Unteroffiziere und mehrere Pferde getötet, fünf Mann verwundet, mehrere Kanonen und ein Munitionswagen zerstört wurden.
Der Beschluss, ausschließlich das Stadtgebiet zu beschießen, richtete sich eindeutig gegen die Rastatter Bevölkerung, um sie von der Unterstützung der Revolutionstruppen abzuhalten und die Freiheitskämpfer zur Aufgabe zu zwingen. Nicht zuletzt waren die preußischen Verantwortlichen der Meinung, ein großer Teil der Bewohner sei durch „Schwäche und Gesinnungslosigkeit oder durch offenen Aufruhr“ mitschuldig.

### Ausfallgefecht von Rauental und Niederbühl am 8. Juli
Nach ausführlichen Erörterungen entschloss man sich in der Festung, mit einem Großteil der revolutionären Kampfverbände die preußischen Belagerungsgeschütze anzugreifen. Ein aus dem Süden wahrnehmbares Geschützfeuer erweckte den Eindruck, dass sich die Revolutionsarmee den Weg zur Festung freikämpft und bald anrücken könnte. Auch gab es in diesen Tagen immer wieder Gerüchte, dass Abteilungen von Franz Sigel bei Sandweier stehen würden. Die Erwartung auf den nahenden Entsatz begünstigte die Entscheidung zum Angriff. Wie sich später zeigte, war das hörbare Donnern der Kanonen lediglich ein Übungsschießen der Straßburger Artillerie und die Gerüchte über Sigel eine Fehlinformation. 

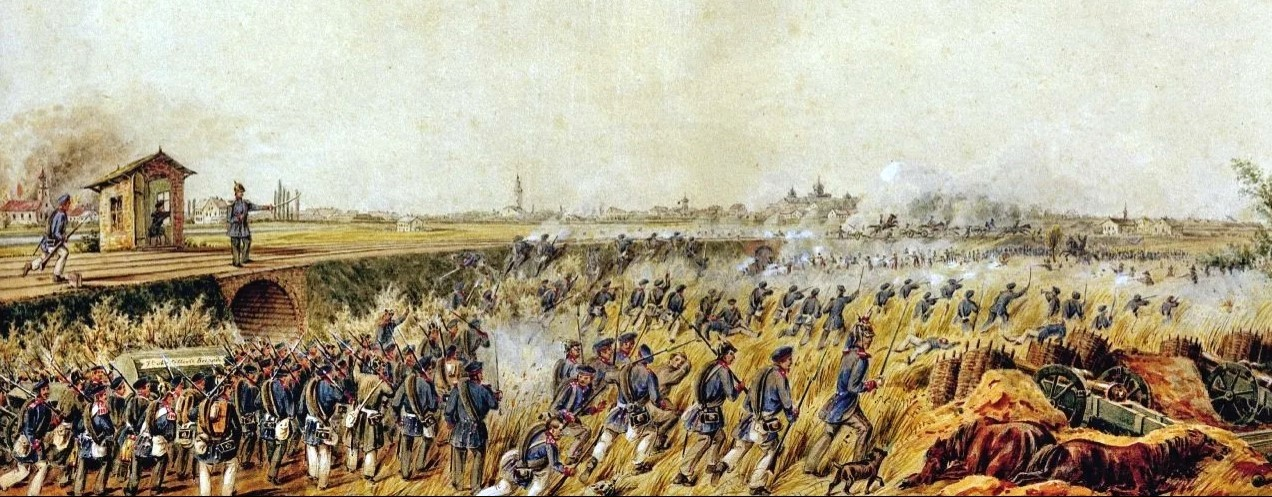
Ausfallgefecht am 8. Juli 1849. Die Darstellung zeigt den Angriff der Festungsbesatzung (im Bildhintergrund rechts) auf preußische Stellungen am Bahndamm zwischen Niederbühl und Rauental. Hinter dem Bahnwärterhäuschen links ist das durch die Festungskanoniere in Brand geschossene Niederbühl zu erkennen. Rechts im Hintergrund der Bahnhof Rastatt. Links davon die Silhouette der Stadt Rastatt.

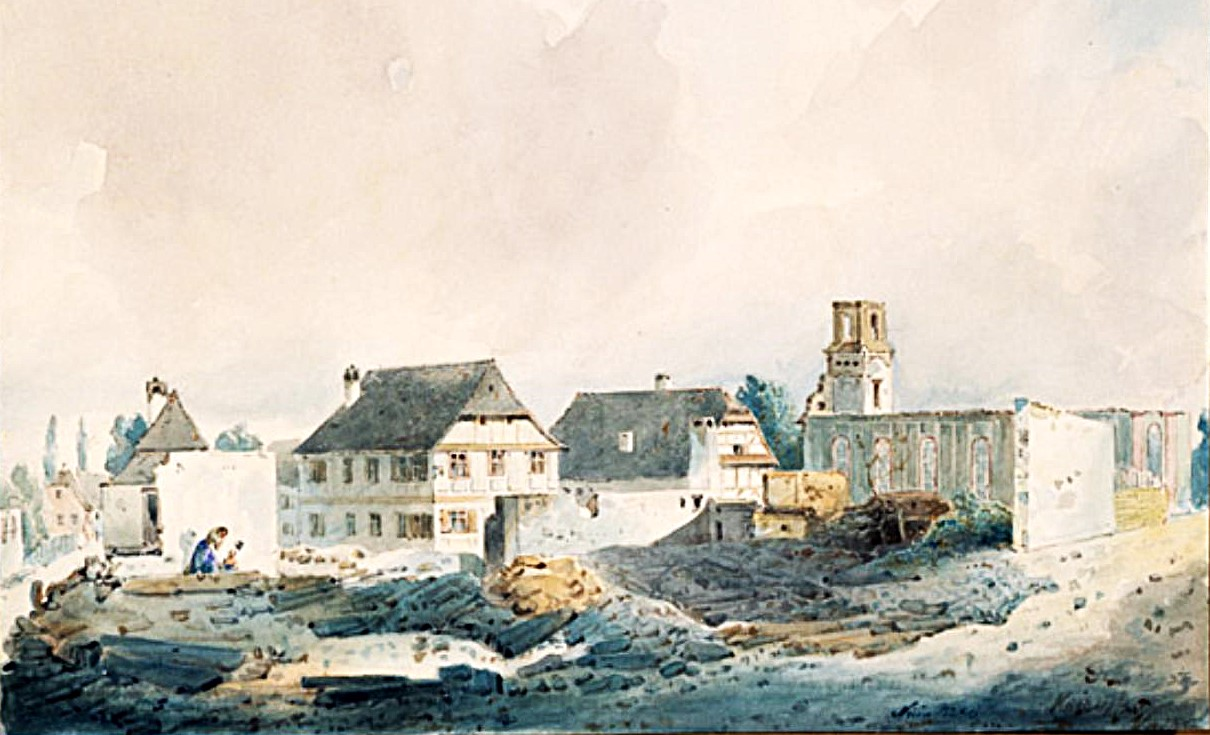
Niederbühl nach der Beschießung durch die Festungsartillerie am 8. Juli 1849.

Um fünf Uhr nachmittags machten zwei Kolonnen aus dem Karlsruher Tor über das Bahnhofsgelände einen Ausfall Richtung Rauental, wo sie mit dem 20. und 31. preußischen Infanterieregimentern in erbitterte Kämpfe gerieten. Gleichzeitig wurde mit starken Kräften südlich der Murg gegen das zwischen der Festung und dem eigentlichen Belagerungsring liegende Dorf Niederbühl vorgegangen. Auch in Niederbühl wurde verbissen gekämpft. Dabei wurde die Ortschaft zu großen Teilen durch die Festungsartillerie der Leopoldsfeste in Schutt und Asche gelegt. Am Abend mussten sich die Freiheitskämpfer vor der preußischen Übermacht fluchtartig in die Festung zurückziehen. Sie brachten 20 getötete Kameraden mit und mussten viele Tote auf den Gefechtsfeldern zurücklassen. Die Preußen gaben später an, bei Niederbühl und Rauental 80 getötete Freiheitskämpfer gefunden zu haben. Das Ziel der Angriffe, die Eroberung oder Zerstörung der Belagerungsgeschütze, konnte nicht erreicht werden. Kein einziges Geschütz war den Angreifern in die Hände gefallen.

### „Der Festungsbote“ und die Kampfmoral in der Festung

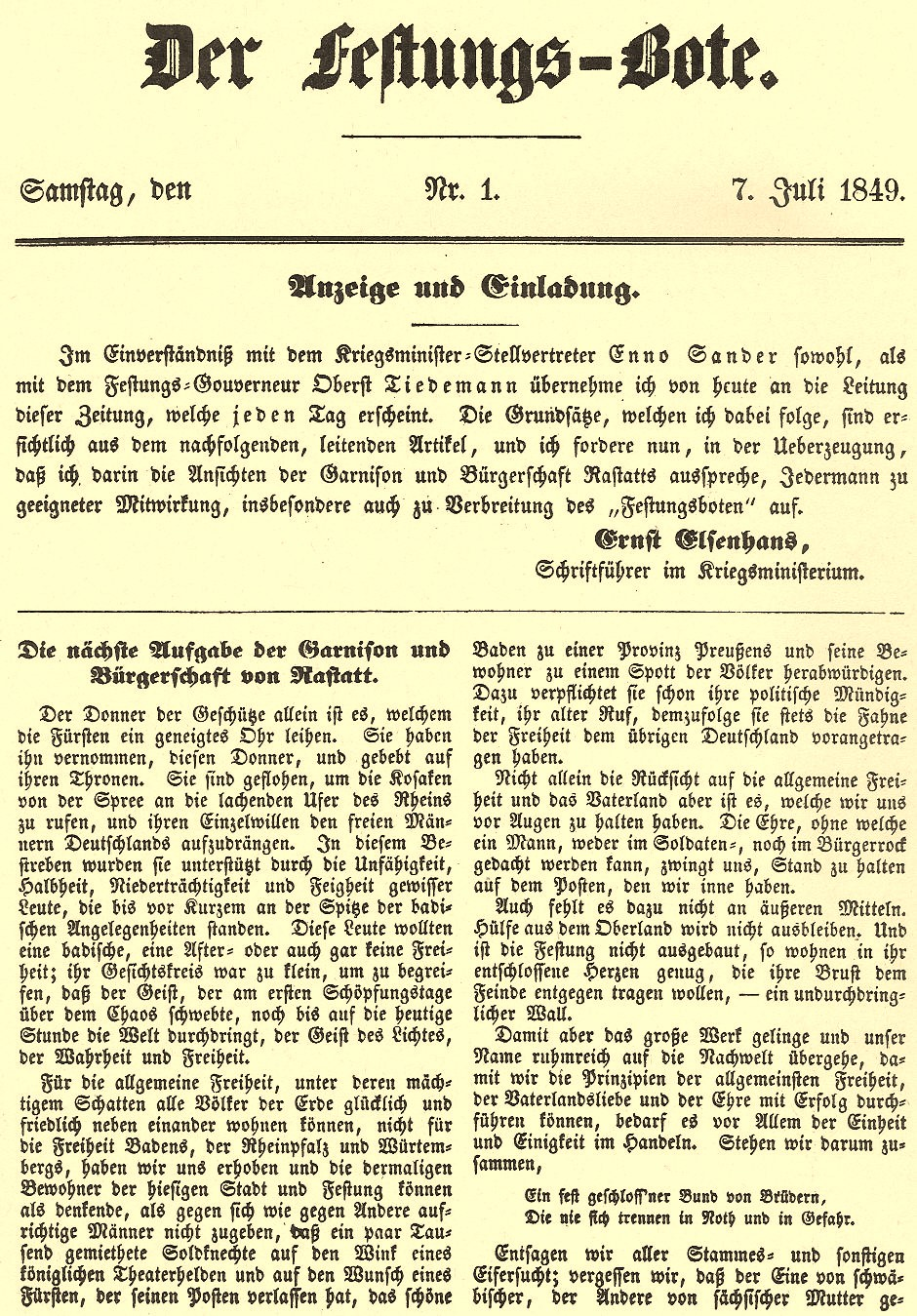
Titelseite der ersten Ausgabe des Festungsboten vom 7. Juli 1849.

In der belagerten Festung hatte sich um den schwäbischen Journalisten Ernst Elsenhans ein „Club des entschiedensten Fortschritts“ versammelt, eine Vereinigung radikaler Republikaner, die sich ganz dem Kampf für eine soziale Demokratie im Sinne eines „europäischen Völkerkampfes“ verschrieben hatten und die reaktionäre Tendenzen in der Festung bekämpfen wollten. Hierzu richtete der Club eine Geheimpolizei zur „Überwachung reaktionärer Äußerungen und Bestrebungen“ ein. Elsenhans veröffentlichte als Redakteur und Verleger seit dem 7. Juli den „Festungsboten“. Die regelmäßig erscheinende Publikation, sollte den Durchhaltewillen und die Kampfmoral der eingeschlossenen Bürger und revolutionären Truppen stärken. Dabei wurde die Niederlage der Revolutionsarmee in Südbaden geleugnet und als gegnerische Propaganda abgetan.
Zu diesem Zeitpunkt hatten sich unter den Eingeschlossenen bereits zwei Lager gebildet, die sich spannungsgeladene und erbitterte Auseinandersetzungen um die weitere Vorgehensweise lieferten. Das erste Lager bildeten die radikalen Republikaner um Tiedemann, die den revolutionären Kampf unter allen Umständen fortsetzen wollten. Hierzu gehörten vor allem die Freischaren und die Festungskanoniere. Das andere Lager sah in Biedenfeld ihren Fürsprecher und hätte ihn gern zu ihrem Festungsgouverneur gemacht. Zu ihnen gehörte die Bürgerschaft in der Stadt, große Teile der Volkswehren und der badischen Linieninfanterie. Sie setzten sich für Verhandlungen um eine Übergabe der Festung unter günstigen Bedingungen ein. Auch die schon seit Beginn der Belagerung schwelenden persönlichen Konflikte zwischen Tiedemann und Biedenfeld verschärften sich. Tiedemann, der ständigen Anfeindungen gegen ihn überdrüssig, bot seinem Kontrahenten mehrfach an, seinen Posten als Gouverneur zu übernehmen. Biedenfeld fühlte sich dieser Aufgabe jedoch nicht gewachsen und lehnte es ab, die Verantwortung für die Festung zu übernehmen. Wie Carl Alois Fickler berichtet, soll er zu Tiedemann gesagt haben: "Mach was du willst. Ich lasse dich nach Belieben Kriegsrat halten. Du hast den Befehl, ich habe die Macht."
Die Uneinigkeiten unter den Offizieren bis in die höchste Führungsebene, eine nachlassende Disziplin in großen Teilen der Truppen, Gehorsamsverweigerungen und Respektlosigkeiten, selbst dem Festungsgouverneur gegenüber, stellten mit zunehmender Dauer der Belagerung ein erhebliches Problem für die Führung der Festung dar.

### Zweiter Ausfall gegen Rheinau am 9. Juli
Die um sich greifende Disziplinlosigkeit in den Reihen der Festungsbesatzung fand ihren sichtbaren Ausdruck in einem erneuten Ausfall gegen Rheinau. Gegen den ausdrücklichen Befehl von Tiedemann zogen am Nachmittag Freischärler und Soldaten, einzeln und in kleinen Gruppen, insgesamt etwa sechs- bis achthundert Mann, mit einem Geschütz gegen Rheinau. Man erwartete, noch Wein in den Kellern zu finden, den man den Belagerern nicht überlassen wollte. Als der Festungsgouverneur von dieser Eigenmächtigkeit erfuhr, entsandte er einen Hauptmann, der die marodierenden Truppenteile zurückbeordern sollte. Die Aufforderung zum Rückzug wurde diesem allerdings mit Drohungen, Pistolenschüssen und Steinwürfen quittiert, so dass der Offizier unverrichteter Dinge zurückkehren musste. In der Zwischenzeit kam es zu Scharmützeln mit preußischen Abteilungen, die rasch Verstärkung heranführten. Schließlich beteiligte sich auch die Festungsartillerie und nahm die preußischen Stellungen vor Rheinau unter Beschuss.
In dem nun folgenden Gefecht verloren vier Freiheitskämpfer ihr Leben. Es gab einige Verwundete, auch durch das eigene Geschützfeuer der Festungskanoniere. In der Hast eines eiligen Rückzugs wurden einige betrunkene Kämpfer in den Kellern zurückgelassen. Sie wurden von preußischen Soldaten entdeckt und „hingestoßen“. Otto von Corvin schätzt die Zahl der wehrlos getöteten Männer auf 10 bis 12. Tatsächlich meldeten die Preußen an diesem Tag keine Gefangennahmen. Der preußische Offizier Daniel Staroste rechtfertigte später in einer Fußnote den Exzess in Rheinau mit einer „allgemeinen Erbitterung der Truppen gegen die Insurgenten“, weshalb man „selten Pardon gegeben“ habe.

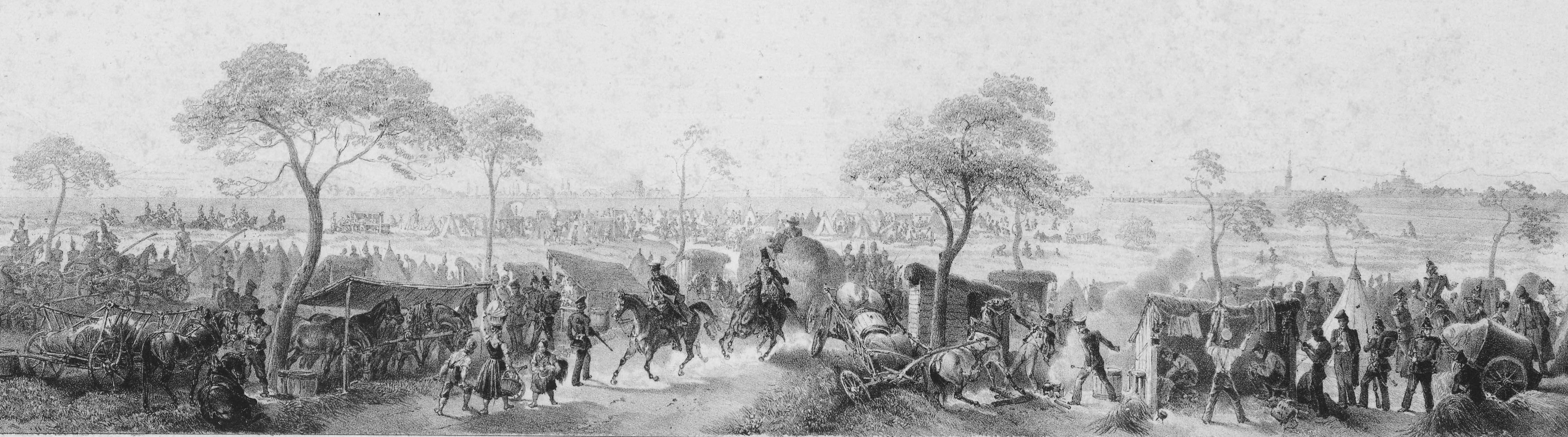
Zeitgenössische Darstellung eines Feldlagers der preußischen Belagerungstruppen bei Rauental.

### Erkundungsreise der Festungsdeputierten durch das besetzte Baden vom 18. bis 21. Juli
Als General von der Groeben eine Ausgabe des Festungsboten in die Hände kam, bot er den Rastattern an, Deputierte aus den Reihen der Revolutionäre durch Südbaden zu geleiten. Sie sollten sich selbst davon überzeugen können, dass die Revolutionsarmee besiegt und das ganze Land in preußischer Hand ist. Nach kurzer Diskussion und gegen den Widerstand der „Entschiedenen“ wurde das Angebot in der Festung angenommen. Am 18. Juli machten sich zwei Abgesandte, Oberstleutnant Otto von Corvin und Major Lang, unter Bewachung auf eine mehrtägige Reise über Freiburg und Donaueschingen in die südlichen Landesteile bis nach Konstanz an der Grenze zur Schweiz. Dabei wurde den beiden Deputierten vom preußischen Generalstab auferlegt, sich in Freiburg und Konstanz bei den dortigen Kommandeuren der alliierten Interventionskorps, dem Prinzen von Preußen und dem hessischen Generalmajor Friedrich Schäffer von Bernstein, zu melden.

### Kontroversen und Verhandlungen um die Übergabe der Festung am 21. und 22. Juli

#### Bericht der zurückgekehrten Deputierten vor dem Kriegsrat
Nach der Rückkehr der Abgesandten am 21. Juli wurde ein Kriegsrat einberufen. Hierzu wurden alle Offiziere und aus jeder Einheit je zwei Unteroffiziere und zwei Mannschaftsdienstgrade einbestellt. Corvin berichtete vor dem Kriegsrat, dass Baden bis zur Schweizer Grenze von preußischen Truppen besetzt und auf einen Entsatz durch Revolutionstruppen nicht mehr zu hoffen sei. Auch im übrigen Deutschland sei, wie man sich aus der Zeitung versichert habe, keine Spur von revolutionärer Bewegung mehr übrig. Ein weiterer Widerstand wäre sinnlos. Corvin schloss seinen Vortrag mit den Worten: „Es ist alles aus!“

#### Die angespannte Lage in der Festung gerät außer Kontrolle

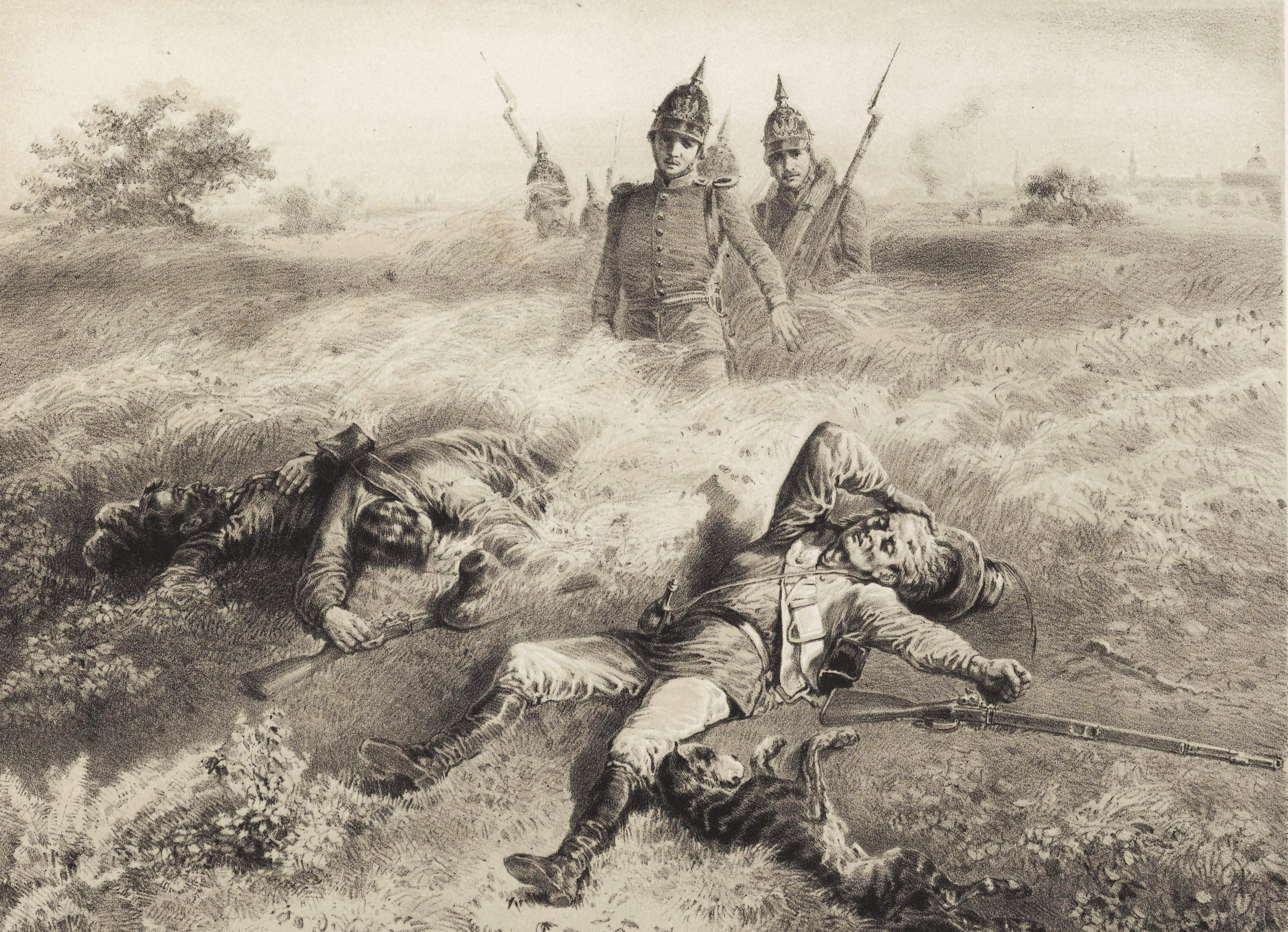
Preußische Soldaten durchkämmen nach dem Ausfall von Niederbühl und Rauental das Gefechtsfeld. Die Originalbildunterschrift der Lithographie von Friedrich Kaiser, "Der vor Rastatt im Juli 1849 erschossene Hund des Sec. Lieuts. von Schlieben K. Preuss. 20. Inf. Regts.", wählt das tote Tier als zentrales Darstellungsmerkmal und unterstreicht damit die Verachtung der preußischen Seite für die während des Gefechts getöteten und verwundeten badischen Revolutionäre.

Mit diesen entmutigenden Nachrichten eskalierte die angespannte Lage in der Festung. Die Besatzung war zwar noch ausreichend mit Munition und Proviant versorgt, aber es war offensichtlich keine Unterstützung mehr von irgendeiner Seite zu erwarten. Vielen erschien ein weiteres Ausharren in der Festung aussichtslos.
Die Stadtbevölkerung forderte energisch die Kapitulation. Teile der Truppen schlossen sich dieser Forderung an, legten die Waffen nieder und verließen ihre Posten. Ganze Abteilungen marodierten alkoholisiert in der Stadt und begannen, die Magazine zu plündern. Viele demoralisierte Kämpfer aus den Reihen der Linieninfanterie und der Volkswehren desertierten. Die Offiziere wussten nicht, was sie tun sollten. Andere Verbände, allen voran die Flüchtlingslegion und die Kanoniere, wollten sich weiterhin hartnäckig einer Übergabe verweigern und den revolutionären Kampf fortsetzen. Johann Philipp Becker berichtet darüber, wie in einer Nacht fast das ganze Freiburger Volkswehrbataillon davonlaufen wollte und dabei ein knappes Dutzend der Deserteure von radikalen Freischärlern erschossen wurden. Daniel Staroste beschreibt aus der Sicht der Belagerer einen Vorfall, bei dem Deserteure von preußischen Vorposten abgefangen und mit den Worten: „Macht, dass ihr wieder hineinkommt, in Kürze holen wir euch selbst!“ in die Festung zurückgejagt wurden.

#### Übergabeverhandlungen am 22. Juli
Vor diesem Hintergrund – und nachdem sich auch Tiedemann angesichts der zusammengebrochenen Disziplin in der Festung für eine Übergabe aussprach – beschloss der Kriegsrat, mit dem preußischen Oberkommando günstige Übergabemodalitäten auszuhandeln. Tiedemann sandte am 22. Juli ein Schreiben an den preußischen Generalstab, in dem er betonte, dass sich seine Truppen loyal für die vom Großherzog und den meisten anderen Reichsfürsten anerkannte Reichsverfassung eingesetzt hätten und deshalb eine Behandlung, wie sie „üblicherweise für Rebellen gebräuchlich wäre“ nicht angemessen sei. Er forderte für die Freischaren die gleiche Behandlung wie für die Volkswehren und die Linieninfanterie. Für die Ausländer unter den Freiheitskämpfern verlangte er den freien Abzug nach Frankreich oder in die Schweiz.
General von der Groeben wollte sich freilich auf keine Bedingungen einlassen und forderte die Übergabe auf „Gnade und Ungnade“. Gleichzeitig sicherte er schriftlich zu, dass er sich dahingehend verwenden werde, „der Besatzung alle diejenige Rücksicht zu Teil werden zu lassen, welche die Umstände gestatten.“ Mit dieser Andeutung, die nichts versprach, aber bei den Belagerten etwas Hoffnung auf milde Behandlung erwecken konnte – und nachdem auch noch ein Ultimatum gestellt wurde, nach dessen Ablauf die energische Beschießung und Erstürmung der Festung angedroht wurde – willigte schließlich der revolutionäre Kriegsrat am Abend des 22. Juli mit Mehrheit in die Kapitulation ein.

### Kapitulation der Festung am 23. Juli

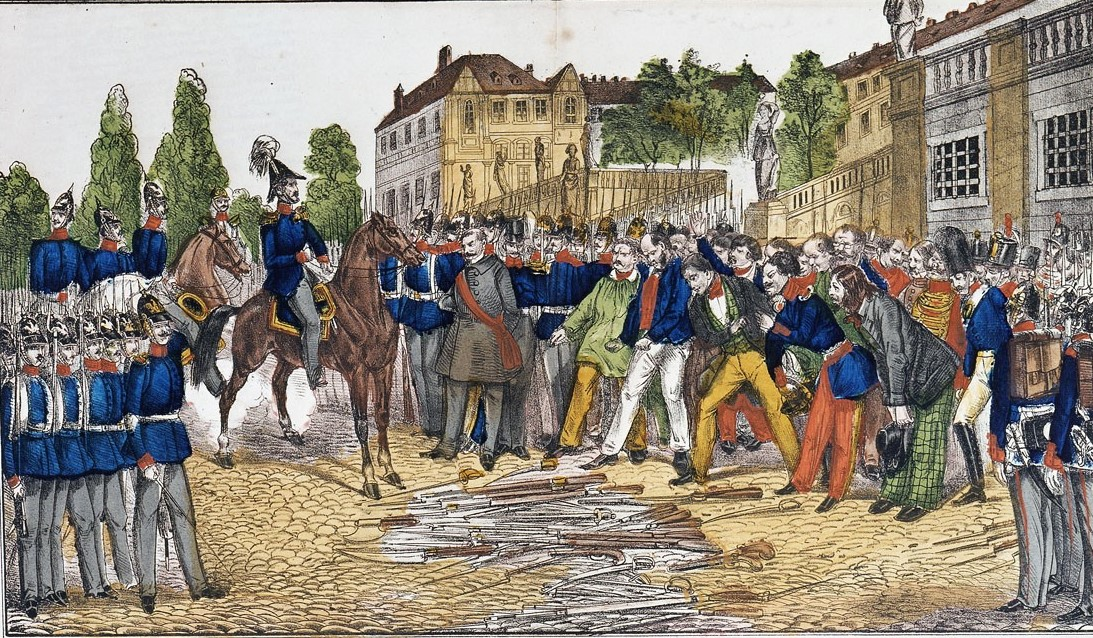
Die Übergabe der Festung am 23. Juli 1849 auf einer zeitgenössischen Darstellung. Die Entwaffnung der Festungsbesatzung nach der Kapitulation fand nicht wie hier abgebildet vor dem Schloss, sondern vor den Toren der Festung statt.

Am Vormittag des 23. Juli unterzeichneten der Stadtkommandant von Rastatt, Oberst von Biedenfeld, und der Chef des revolutionären Generalstabs, Oberstleutnant von Corvin, im Hauptquartier der preußischen Truppen die Kapitulationsurkunde.

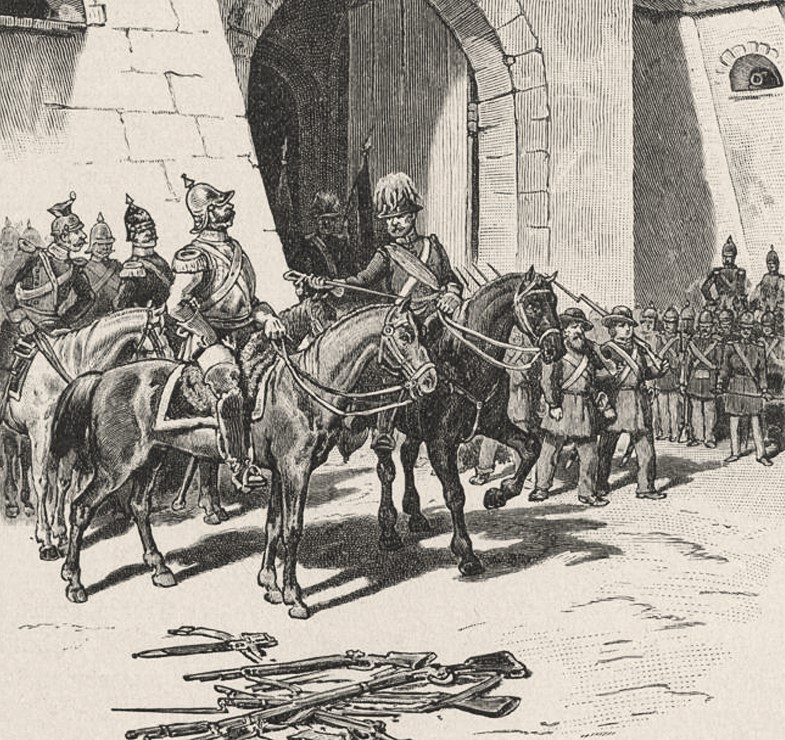
Der Festungsgouverneur Oberst Gustav von Tiedemann übergibt nach der Kapitulation den Belagerern seinen Säbel.

Dem Willen der Belagerer nach, sollten am Nachmittag die revolutionären Kampfeinheiten, geordnet nach Truppenverbänden, vor den Festungsmauern der Stadt entwaffnet werden. Zuvor hielt der Prinz von Preußen eine Dankesansprache an seine dort versammelten Soldaten. Noch bevor die Kolonnen der Festungsbesatzung aus den Toren traten, um vor den Preußen ihre Waffen niederzulegen, verließ der preußische Thronfolger mit den Worten: „Ich will diese Leute nicht sehen!“ den Platz.
Eine ehrenvolle, formelle militärische Kapitulation, wie sie zwischen Kriegsparteien üblich war, wollte das preußische Oberkommando der Festungsbesatzung nicht zugestehen. Der zeremonielle Ausmarsch der Besatzung aus der Festung mit Militärmusik und wehenden Fahnen wurde von den preußischen Offizieren sofort schroff unterbunden. Als Tiedemann förmlich seinen Säbel von der Groeben übergeben wollte, schickte dieser einen Militärpolizisten vor, den Säbel entgegenzunehmen. Damit wurde den Besiegten deutlich gemacht, dass man sie nicht als Kriegsgefangene betrachten wollte, sondern als Aufrührer, Hochverräter und Verbrecher, und als solche auch zu behandeln beabsichtigte.
Nach ihrer Entwaffnung wurden die revolutionären Verbände geschlossen in die Festung zurückgeführt und unter erbärmlichen Umständen in den Kasematten eingekerkert. Dabei wurden insgesamt 5.596 Gefangene gezählt. Nur sehr wenigen gelang es wie Carl Schurz, sich in der Stadt zu verstecken und der Gefangenschaft in den Kasematten zu entgehen. Wenige Tage nach der Kapitulation konnte der spätere Innenminister der Vereinigten Staaten über einen Abwasserkanal aus der besetzten Festung fliehen.

## Folgen der Kapitulation der Festung und der Niederschlagung der Revolution in Baden
Mit der Kapitulation der Festung Rastatt war die letzte Bastion der Deutschen Revolution der Jahre 1848/49 gefallen und die Mairevolution in Baden fand eben dort ihr Ende, wo sie gut 12 Wochen zuvor als Soldatenaufstand begonnen hatte.

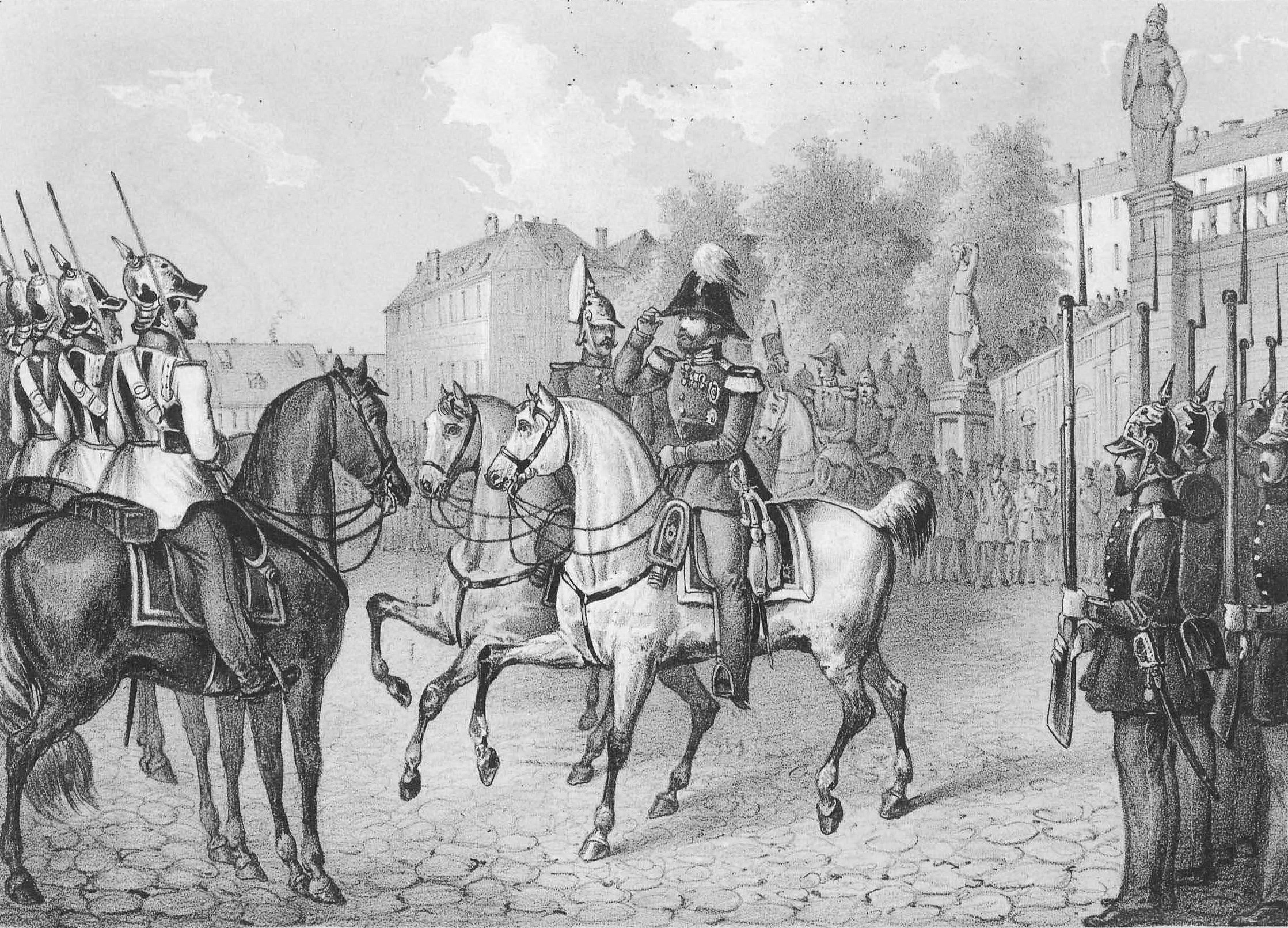
Der Prinz von Preußen nimmt nach der Kapitulation der Festung eine Parade seiner Truppen vor dem Rastatter Schloss ab.

Baden war von preußischen Truppen besetzt, die mit ihrer eigenen Strenge die alte Ordnung wiederherstellten. Gleich nach der Kapitulation nahmen die Standgerichte ihre Arbeit auf. 51 Revolutionäre wurden zum Tod durch Erschießen verurteilt. 27 Todesurteile wurden schließlich vollstreckt. Das erste Todesurteil traf den Redakteur und Herausgeber des Festungsboten, Ernst Elsenhans. Die Anklage warf dem Journalisten „Aufruf zum fortgesetzten Widerstand gegen die Obrigkeit“ vor. Damit galt er, obwohl er nicht aktiv an den Kämpfen teilgenommen hatte, als Aufrührer und Rädelsführer ersten Ranges. Elsenhans wurde schon am 7. August im Rastatter Festungsgraben erschossen. Auch der Festungsgouverneur Tiedemann, der Stadtkommandant Biedenfeld, der Volkswehrführer Böhning, und der Kommandeur der Festungsartillerie, Heilig, wurden zeitnah vor den Toren der Stadt hingerichtet.

Im ganzen Land drohten den politisch Kompromittierten langjährige Zuchthausstrafen von 10–15 Jahren und die Beschlagnahmung ihrer Vermögen. Insgesamt wurden bis zur Jahresmitte 1850 mehr als 1500 Personen wegen „Beteiligung an den Aufständen“ zu Haftstrafen verurteilt, ein Großteil davon in Abwesenheit, da sie in das Ausland geflohen waren. 

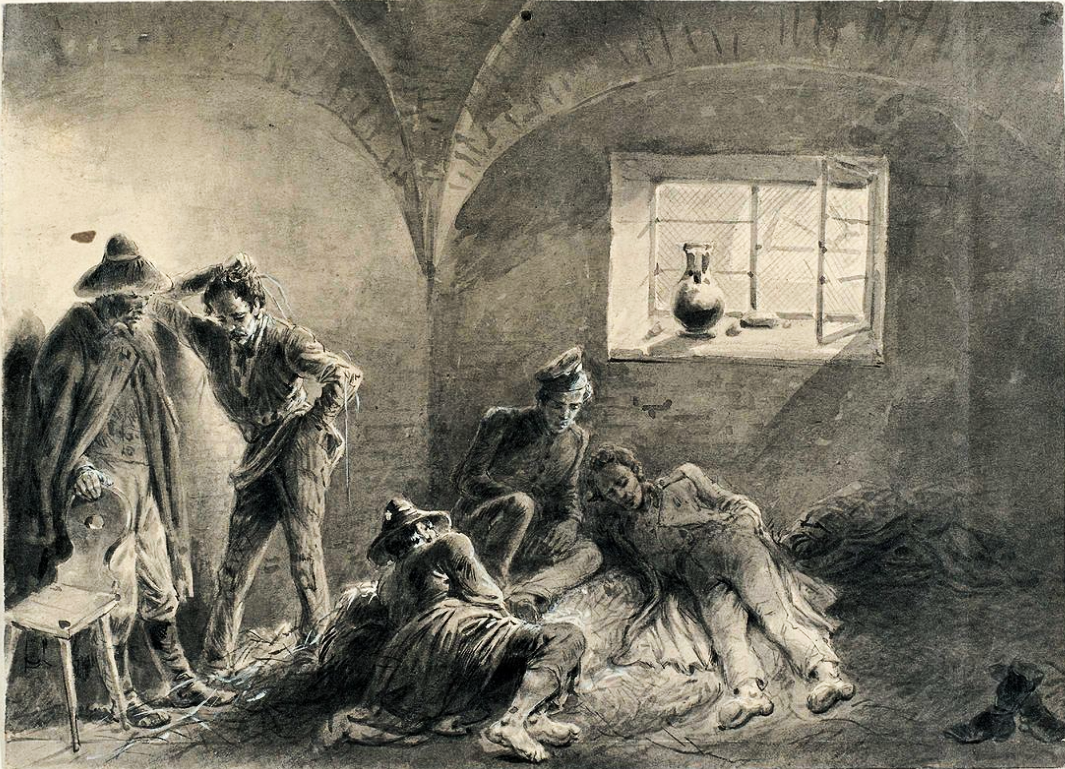
Gefangene Freischärler in einer Rastatter Kasematte.

Großherzog Leopold kehrte am 18. August feierlich aus dem Exil zurück. In Baden galt für mehrere Jahre Kriegs- und Besatzungsrecht. Die Bevölkerung musste Reparationszahlungen leisten, es wurden zahlreiche Verbote verhängt, Repressalien ausgeübt und bürgerliche Freiheitsrechte eingeschränkt. Die Badische Armee wurde unter preußischer Führung neu aufgebaut. Unter den 80.000 Auswanderern der folgenden Jahre waren viele politisch engagierte, die enttäuscht ihrer Heimat den Rücken kehrten.
Erst mit der 1860 von Großherzog Friedrich I. eingeleiteten „Neuen Ära“ wurden wieder verstärkt Bemühungen unternommen, die politische, wirtschaftliche und kulturelle Ordnung des Landes zu modernisieren. Die Revolutionäre von 1848/49 hatten daran jedoch keinen Anteil, sie waren durch die beschriebene Verdrängung ins Exil oder Haftstrafen fast gänzlich ausgeschaltet worden.

## Rezeption der Entscheidung zur Übergabe der Festung
„Die Festung Rastatt fiel durch Verrat“, schrieb der einflussreiche Publizist und Sozialrevolutionär Friedrich Engels in seiner im Oktober 1850 veröffentlichten Abhandlung "Die deutsche Reichsverfassungskampagne". Nicht alle Revolutionäre der Jahre 1848/49 konnten den Beschluss zur Übergabe der intakten Festung nachvollziehen. Viele radikale Demokraten fühlten sich in ihren Hoffnungen auf ein besseres Leben betrogen und betrachteten die Kapitulation als Verrat an der der Revolution, dem brüderlichen Kampf um die Deutsche Einheit, Demokratie und Freiheit.
Die Kritik entzündete sich später vor allem an der Person Otto von Corvins, dem Unterhändler der Festungsbesatzung. So unterstellte Johann Philipp Becker dem Generalstabschef der belagerten Festung eine verräterische Gesinnung. Corvin hatte sich nach der Rückkehr von seiner Erkundungsreise für eine Übergabe der Festung eingesetzt. Man warf ihm vor, mit der irreführenden Andeutung, „dass die Offiziere zwar nicht so leicht davonkommen würden, aber die Mannschaften sich auf die Humanität der königlich-preußischen Truppen und vorzüglich auf die Milde des Großherzogs verlassen könnten“, die Belagerten zur Kapitulation überredet und getäuscht zu haben.

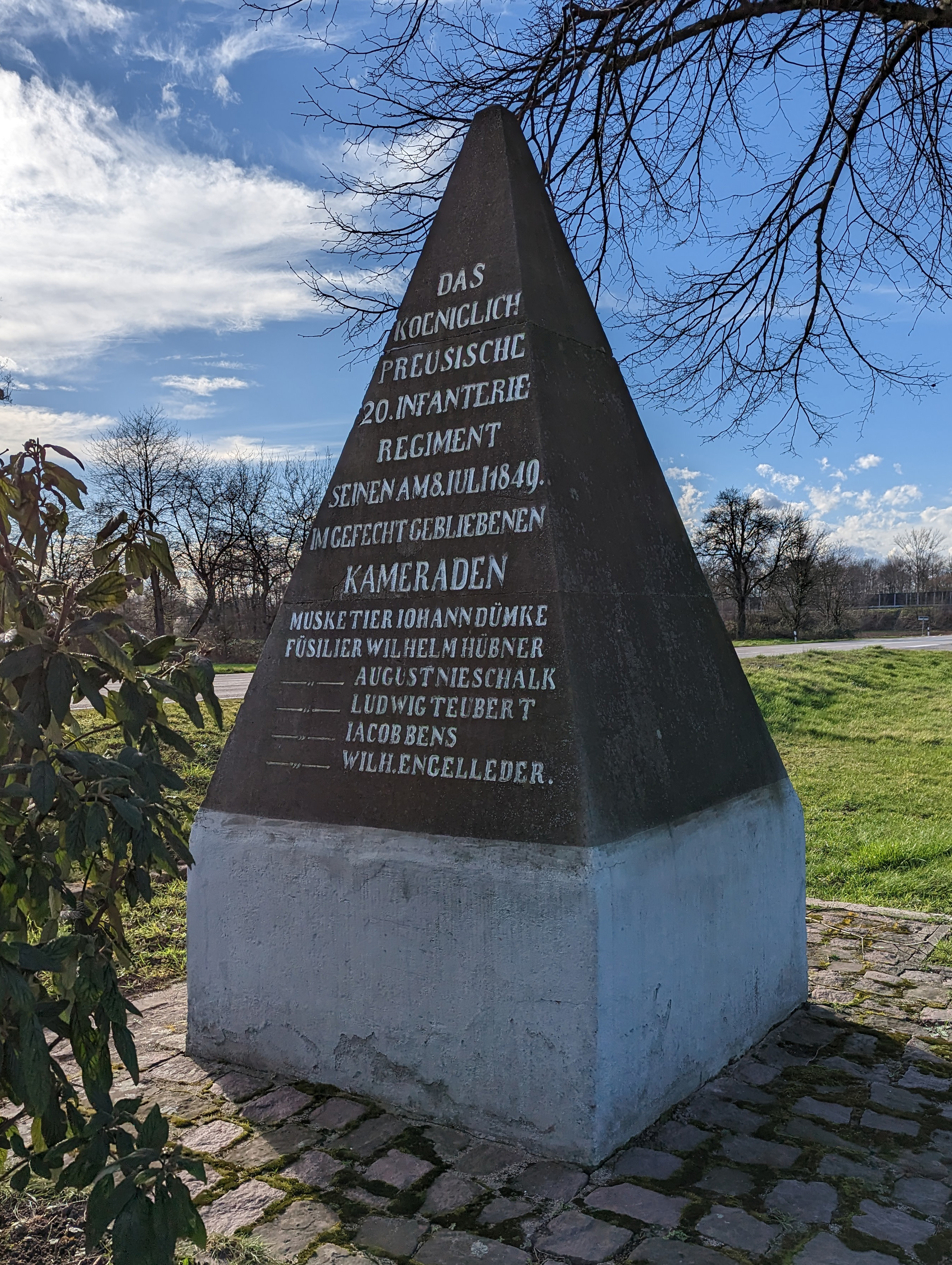
Denkmal für die am 8. Juli 1849 im Gefecht bei Niederbühl gefallenen preußischen Soldaten.

## Verluste während und nach der Belagerung
Während der Ausfallgefechte verloren viele Freiheitskämpfer ihr Leben. Allein nach dem Gefecht bei Niederbühl und Rauental am 8. Juli wurden etwa 100 getötete Freiheitskämpfer gezählt. Bereits vor der Kapitulation war in der Festung Typhus ausgebrochen. Als am 23. Juli fast 6.000 Soldaten und Freiheitskämpfer unter elenden Bedingungen in die feuchten Kasematten eingewiesen wurden, erkrankten unzählige und starben in den Tagen und Wochen danach. Die Gesamtzahl der getöteten und verstorbenen Freiheitskämpfer vor den Toren der Stadt und in den Kasematten der Festung ist nicht bekannt.
Das 2. Preußische Armeekorps gibt für die Zeit der Belagerung vom 1. bis 23. Juli eine Zahl von 12 getöteten und 98 verwundeten Soldaten an.